# Lifan X50

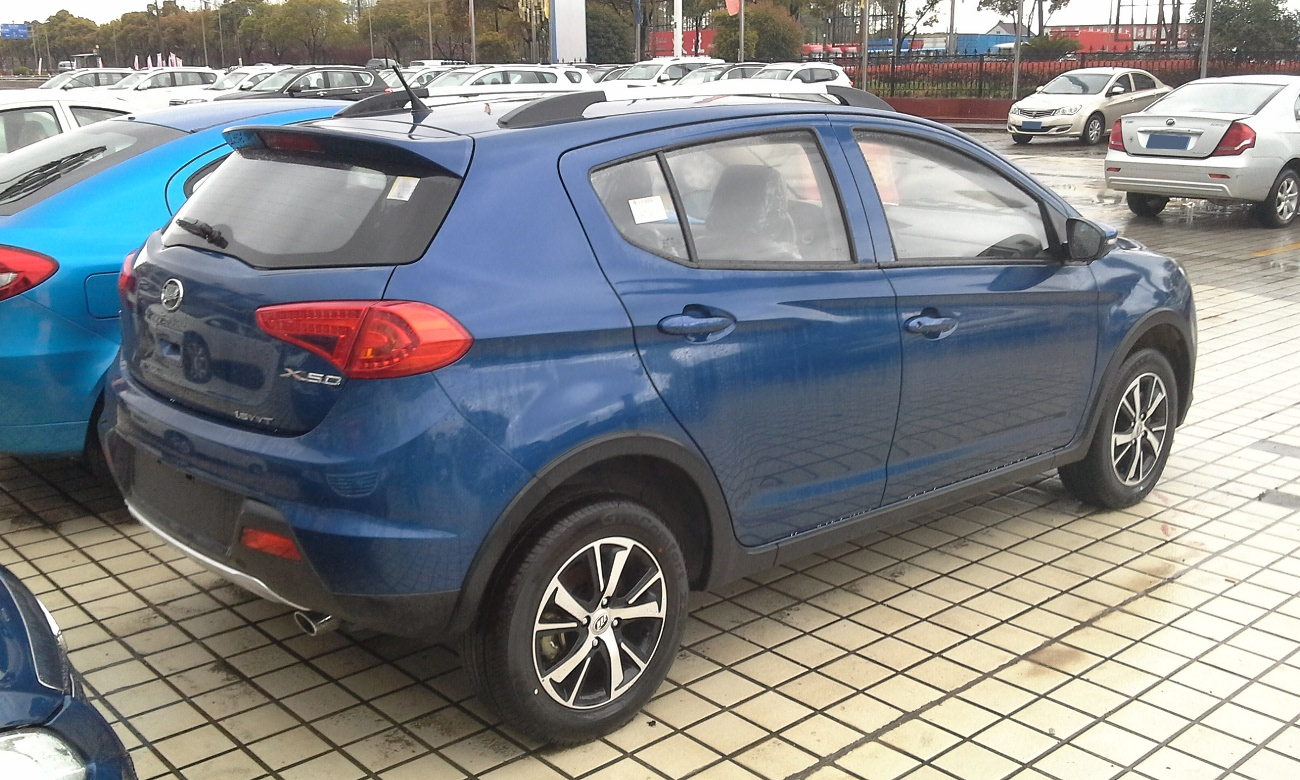
Heckansicht

Der Lifan X50 ist ein Kompakt-SUV des chinesischen Automobilherstellers Lifan. Das Fahrzeug ist kam am 31. Oktober 2014 auf den Markt.
Das SUV wird von einem 1,5-Liter-Vierzylindermotor angetrieben, der 76 kW (103 PS) leistet. Der Motor kommt auch im Lifan 530 und im Lifan 630 zum Einsatz. Allradantrieb ist nicht verfügbar.

## Technische Daten
|                                             | X50 1.5                |
| Bauzeitraum                                 | 10/2014–06/2019        |
| Motorkenndaten                              |                        |
| Motortyp                                    | R4-Ottomotor           |
| Hubraum                                     | 1498 cm³               |
| max. Leistung bei min−1                     | 76 kW (103 PS) / 6000  |
| max. Drehmoment bei min−1                   | 133 Nm / 3500–4500     |
| Kraftübertragung                            |                        |
| Antrieb                                     | Vorderradantrieb       |
| Getriebe, serienmäßig                       | 5-Gang-Schaltgetriebe  |
| Getriebe, optional                          | (Stufenloses Getriebe) |
| Messwerte                                   |                        |
| Höchstgeschwindigkeit                       | 170 km/h (160 km/h)    |
| Beschleunigung, 0–100 km/h                  | 11,0 s                 |
| Kraftstoffverbrauch auf 100 km (kombiniert) | 6,3 l (6,5 l) Super    |
| Tankinhalt                                  | 42 l                   |